# Legón

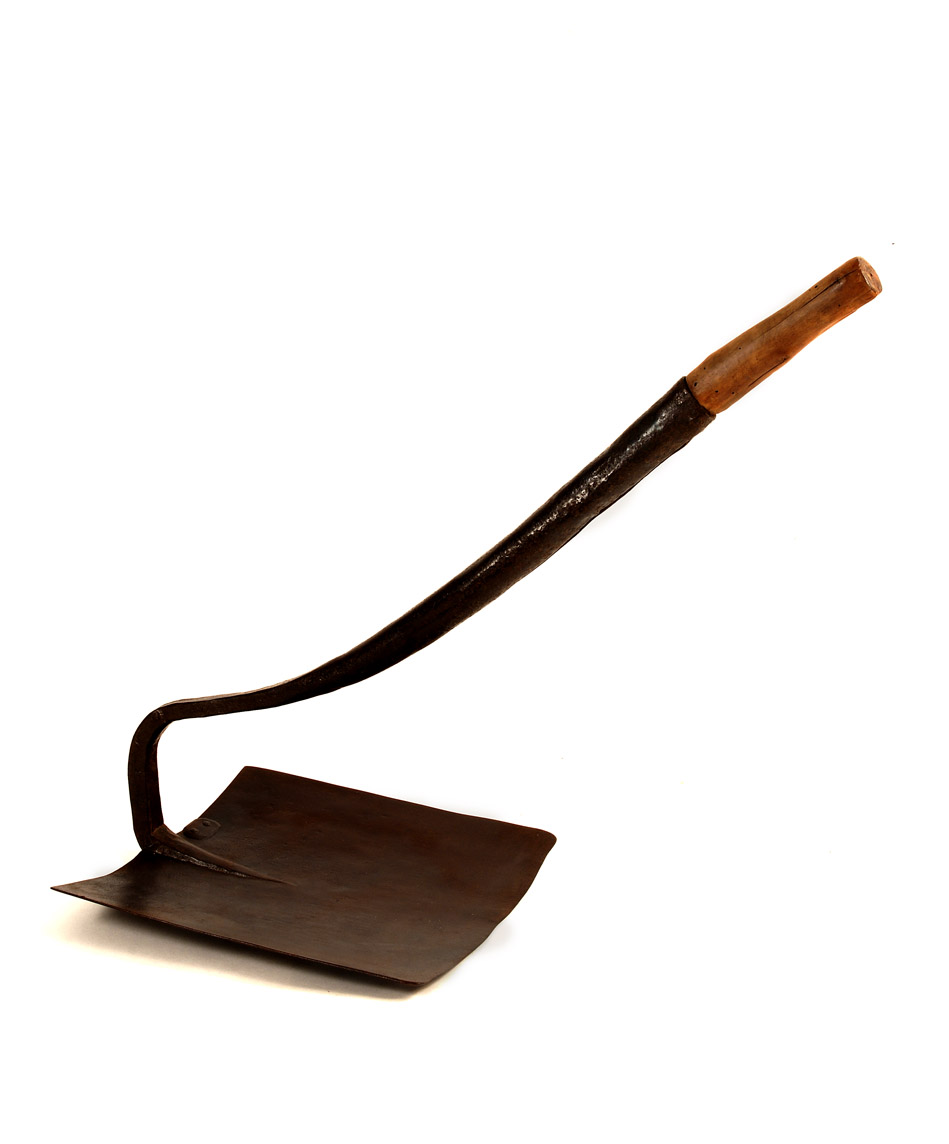
Legona de marjal conservada en el Museo Valenciano de Etnología

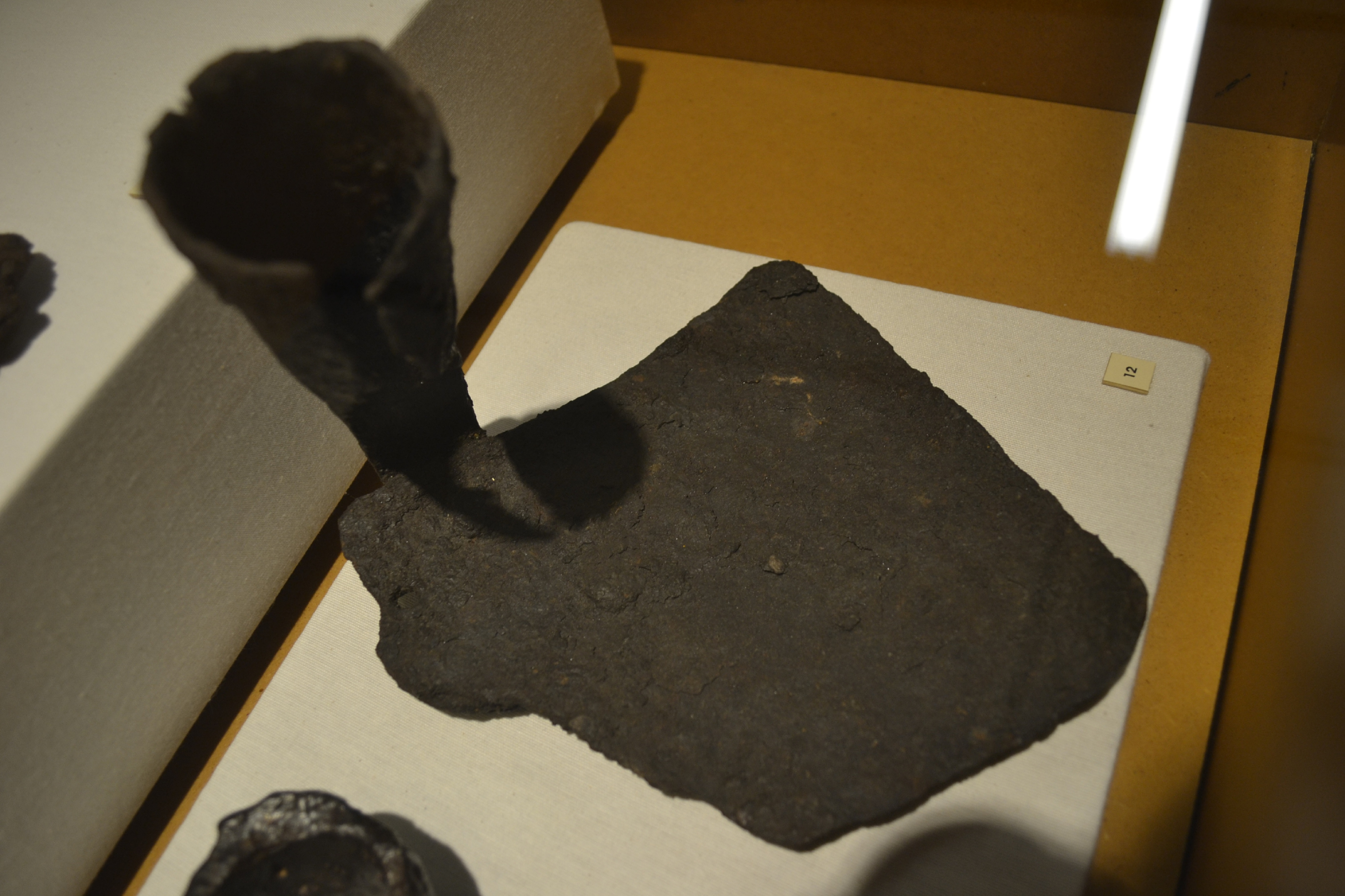
Legón ibérico proveniente de la Bastida de las Alcusses.

El legón o legona es una herramienta manual de madera y metal constituida por una pala rectangular de planta cuadrangular unida por uno de sus lados mediante un vástago curvado al astil, con el que forma un ángulo agudo, generalmente de 45°. El astil forma un tubo bastante largo –unos 40 cm- en el que se aloja parte del mango. El mango es recto y de madera, de sección circular. El mango es más corto que el de la azada y por sus dimensiones podría considerarse una empuñadura. El conjunto de astil y mango tienen una longitud de unos 80 centímetros.
Los usos del legón son muy diversos. Puede usarse para pequeños movimientos de tierra (acaballonar, cargar tierra en capazos, distribuirla en la formación de bancales), así como para manipular abonos de origen animal. También se usa para mezclar cal u otros materiales de construcción, como cemento y arena.
Un uso peculiar es cubrir de tierra los llamados hormigueros (en catalán formiguers), montones de restos de plantas y monte bajo que se tapan con tierra y a los que se prende fuego para abonar el terreno.
También está documentado su uso en minería.